# Storkroniga narcisser
Storkroniga narcisser (Narcissus Storkroniga Gruppen) är grupp i familjen amaryllisväxter som tillhör narcissläktet. Till gruppen förs hybrider som har en blomma per stjälk och stora bikronor, som är större än en tredjedel av hyllebladens längd, men inte lika långa. Motsvarar division 2 - Large-Cupped i RHS Classified list and International register of Daffodil name.